# Janina Błaszczak
Janina Błaszczak, po mężu Wolanin (ur. 5 października 1924 w Kowlu, zm. 22 grudnia 2010 w Zielonej Górze) – podpułkownik WP, ekonomistka, uczestniczka walk na froncie wschodnim i powstania warszawskiego, dama orderów Virtuti Militari i Odrodzenia Polski, honorowy obywatel Zielonej Góry. Dowodzona przez nią bateria moździerzy była największym pierwszoliniowym pododdziałem Wojska Polskiego, jakim dowodziła kobieta w czasie II wojny światowej.

## Życiorys
Urodziła się na Wołyniu, w rodzinie legionisty i osadnika wojskowego. Prawdopodobnie w 1939 jej ojciec zginął z rąk ukraińskich nacjonalistów. Ona sama wraz z całą rodziną została w lutym 1940 deportowana przez władze sowieckie na Syberię. Na wygnaniu pracowała przy wyrębie lasów.
W sierpniu 1943 zgłosiła się ochotniczo w szeregi Armii Berlinga. Początkowo służyła w szeregach batalionu kobiecego im Emilii Plater. Pod koniec 1943 roku rozpoczęła pięciomiesięczną naukę w szkole oficerskiej w Riazaniu, którą ukończyła z pierwszą, a według innych źródeł z trzecią lokatą. W stopniu podporucznika objęła dowództwo nad 3 baterią moździerzy 9 pułku piechoty 3 Dywizji Piechoty im. Romualda Traugutta. Pododdział ten był największą pierwszoliniową jednostką WP, jaką dowodziła kobieta w czasie II wojny światowej.
W sierpniu 1944 brała udział w walkach na przyczółku warecko-magnuszewskim. Miesiąc później, wraz ze swoim pułkiem, uczestniczyła w walkach o Pragę, a następnie w nieudanej próbie odsieczy dla powstańczej Warszawy. Po klęsce na przyczółku czerniakowskim została uznana za poległą. W rzeczywistości, będąc dwukrotnie ranną, trafiła do niemieckiej niewoli. Przy pomocy żołnierzy Armii Krajowej zdołała uciec ze szpitala w Skierniewicach i będąc pod opieką rodziny kolejarskiej ukrywała się do lutego 1945.
W latach 1945–1946 wykładała w szkole oficerskiej w Łodzi (prowadziła zajęcia z zakresu obsługi broni). W 1946 została zdemobilizowana. Po zakończeniu służby wojskowej wybrała zawód ekonomistki. Od 1951 żyła i pracowała w Zielonej Górze. Była działaczem ZBoWiD. Zmarła w grudniu 2010. Spoczywa na cmentarzu komunalnym przy ul. Wrocławskiej w Zielonej Górze.
W 1946 poślubiła Józefa Wolanina, z którym doczekała się dwójki dzieci.

## Odznaczenia i wyróżnienia
- Krzyż Srebrny Orderu Virtuti Militari (1946)[5]
- Krzyż Oficerski Orderu Odrodzenia Polski (1989)[5]
- Krzyż Kawalerski Orderu Odrodzenia Polski (1946)[5]
- Krzyż Walecznych (1945)[5]
- Warszawski Krzyż Powstańczy (1988)[5]
- Honorowa obywatelka Zielonej Góry (tytuł nadany 2 września 2003)[4]